# Tecla Marinescu
Tecla Marinescu (4 gennaio 1960) è un'ex canoista romena.

## Palmarès

### Olimpiadi
- 1 medaglia:
  - 1 oro (Los Angeles 1984 nel K4 500 metri)

### Mondiali
- 2 medaglie:
  - 2 bronzi (Tampere 1983 nel K4 500 metri; Montréal 1986 nel K4 500 metri)